# Zanathy Antal
Zanathy Antal földmérő, geodéta.

## Családja
Zanathy Antal Vas vármegyei nemesi család Szatmár vármegyébe szakadt sarja volt. Apja Zanathy József, Szatmár vármegye főjegyzője, anyja Mittermayer Erzse, testvérei Mihály (1751-1802), Szatmár vármegyei számvevő és Teréz voltak. Antal nevű fia később Aradra költözött.

## Életpályája
1771–1774 között uradalmi, majd kamarai földmérőként Szatmár, Békés, Arad megyékben és a Temesközben dolgozott.
Az első nagy térképkiadó létesítésére Esterházy Miklós herceg anyagi hozzájárulásával Görög Demeter tett kísérletet 1789-ben. Kis üzemében készültek a Hadi Történetek főmunkatársa, Kerekes Sámuel (?-1800) közreműködésével, majd a Magyar Kurír újságok mellékleteiként közreadott ország-, és később atlaszba foglalt megyetérképek.
1801-ig Görög újságja mellékleteként 20 rézmetszésű, kézi színezésű kontinens-, ország- és 9 várostromtérkép jelent meg.
Zimány Ferenccel és Mezeő Cyrillel együtt részt vett az Ecsedi-láp lecsapolási munkálatainak kidolgozásában, valamint Mezeő Cyrillel közösen ő tervezte a "Görög-atlasz" szatmári lapját is. A Görög Demeter által kiadott atlasz volt az első magyar nyelven kiadott atlasz, és egyetlen volt még abban is, hogy minden megyei térkép hosszúsági köreit a budai meridiántól számították.
A hazai vármegyék térképeinek kiadását 1796-ban kezdték, utolsó példánya 1811-ben jelent meg. Ezen egy 15 000 nevet tartalmazó névmutató is látható. A térképek készítésében 35 földmérő mérnök működött közre, köztük volt Zanathy Antal is. Görög Demeter udvari körökhöz közeli kapcsolatai révén hozzájutott Magyarország első katonai felmérése térképanyagaihoz is, amelyeket felhasznált térképei helyesbítéséhez.